# Anthogorgia japonica
Anthogorgia japonica is een zachte koraalsoort uit de familie Acanthogorgiidae. De koraalsoort komt uit het geslacht Anthogorgia. Anthogorgia japonica werd in 1889 voor het eerst wetenschappelijk beschreven door Studer. 